# Ordnance QF 4.5 inch gun Mk II

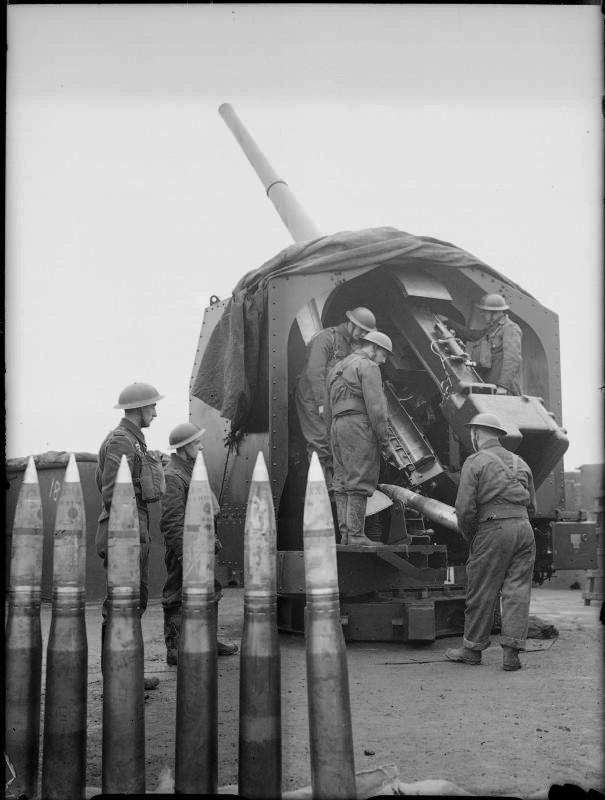
Auf Sittingbourne, Kent, Januar 1941

Die Ordnance QF 4.5 inch gun Mk II Flugabwehrkanone war ein britisches Geschütz des Zweiten Weltkrieges.

## Geschichte
Bereits in den 1920er Jahren forderte die britische Heeresleitung ein schweres Flugabwehrgeschütz. Dieses sollte mindestens das Kaliber 90 mm oder sogar 120 mm haben. Die Entwicklungen stockten jedoch, sodass die Marineleitung eingriff. Sie schlug ein Geschütz vor, das in den Grundzügen einem Schiffsgeschütz im Kaliber 113 mm entsprach. Tatsächlich sollten die schweren Geschütze ausschließlich in festen Feuerpunkten (z. B. in Häfen oder an Docks) eingesetzt werden. Damit war das Problem der Munitionsversorgung leichter zu lösen, da die Munition aus Marinebeständen geliefert werden konnte. Trotz allem wurde das Geschütz so konstruiert, dass es transportabel war. Auf der fahrbaren Lafette war das Geschütz allerdings nicht feuerbereit. Um die Feuerbereitschaft herzustellen, mussten mehrere Minuten einkalkuliert werden. Im Falle eines Luftangriffes war dieser Zeitrahmen unbrauchbar. Das Geschütz blieb in festen Stellungen bis zum Ende des Krieges aktiv und wurde erst mit dem Erscheinen der Flugabwehrrakete ausgemustert.

## Technik
Das Geschütz basierte auf dem "4.5-inch" (113 mm) Marinegeschütz. Die Lafette lag auf einer Bodenplatte auf. Der Seitenrichtbereich betrug 360°. Lade- und Rohrrücklaufmechanismus waren in einer Konstruktion hinter dem Rohr untergebracht. Diese Konstruktion inklusive des Rohrs lagerte auf zwei Schildzapfen auf der Lafette. Verschossen wurden hochexplosive Geschosse mit einem Gewicht von 24,96 kg.

## Technische Daten
- Kaliber: 113 mm (4.45-inch)
- Gewicht: 14.965 kg
- Rohrlänge: 5,10 m
- Höhenrichtbereich: 0° bis +80°
- Mündungsgeschwindigkeit: 732 m/s
- wirksame Schusshöhe: 10.520 m